# LINEAR彗星 (176P)
LINEAR彗星 (176P/LINEAR) またはLINEAR (118401 LINEAR) は、周期彗星と小惑星の両方に登録された彗星・小惑星遷移天体。離心率が低く、メインベルト彗星と呼ばれるグループに属する。この群の彗星はその遠日点が木星軌道よりもはるかに内側にあり、木星の摂動による大きな軌道変化を受けない特徴がある。
リンカーン研究所の自動サーベイ、地球近傍小惑星探査 (LINEAR) で1999年9月7日に撮影された写真の中から発見された。小惑星だと思われていたが、軌道が確定して小惑星番号を付与された後、2005年11月26日にハワイ大学のチームがマウナケア天文台群のジェミニ北望遠鏡で行った観測によって尾が確認され、彗星として活動していることが判明した。まだ固有名がなかったため、彗星の命名規則に基いて発見者にあたるLINEARの名が付けられた（今後「小惑星番号を持つLINEAR彗星」が複数出現した場合、どう呼び分けるのかは不明）。

## 参考資料
- 2007年版天文年鑑（誠文堂新光社）